# 三国志 (アニメ映画)
『三国志』は、1992年から1994年に公開されたシナノ企画製作、東映配給の、『三国志演義』を原作とした日本のアニメ映画三部作。
三国志 第一部・英雄たちの夜明け
三国志 第二部・長江燃ゆ！
三国志 完結編・遥かなる大地

## 解説
中国の古典『三国志演義』を原作とした、シナノ企画製作、東映配給によるアニメ映画の三部作。15億円の制作費と、10年の月日をかけて製作された。アニメーションの実質的な製作は製作協力としてクレジットされている東映動画（現：東映アニメーション）。第一部は黄巾の乱から呂布の死までを扱っている。第二部は曹操のもとにいる劉備が赤壁の戦いを経て、蜀（蜀漢）の国を建国するところまでであり、原画スタッフには荒木伸吾と姫野美智が参加している。第三部となる完結編はオリジナルキャラクターとして関羽の娘・鳳姫が登場し、映画の後半からは諸葛亮孔明と鳳姫がメインのオリジナルストーリーとなって、孔明が陣没する五丈原の戦いまでを描いている。このストーリーについて、監督の勝間田具治は「中国ロケに行った際、天安門事件に遭遇し、ストーリー変更を行った」というコメントを残している。この中国ロケで撮影した映像は第一部のスタッフロールが流れるエンディングに使用されている。また勝間田は三部作ではなく、四部作で制作したかったことやアレキサンダー大王の作品も作りたいとも語っていた。
完結編では曹操の役の渡哲也が病気のため、代役として弟の渡瀬恒彦が担当した。

## スタッフ
- 製作 - 吉成孝昌、岡田裕介
- 企画 - 吉成孝昌、湯沢正二
- プロデューサー - 荻野豊太郎、勝間田具治
- 監督 - 勝間田具治
- キャラクターデザイン・作画監督 - 角田紘一
- 監修 - 舛田利雄
- 脚本 - 笠原和夫
- 音楽 - 横山菁児
- 美術監督 - 椋尾篁、窪田忠雄
- 撮影監督 - 相磯嘉雄
- 編集 - 花井正明
- 録音 - 波多野勲
- 音響効果 - 伊藤克己
- 録音スタジオ - タバック、にっかつスタジオセンター、東映AV事業部
- 現像 - 東映化学
- 製作協力 - 東映動画株式会社
- 配給協力 - MIN-ON

## キャスト

### 第一部
- 曹操孟徳 - 渡哲也

- 劉備玄徳 - あおい輝彦

- 張飛翼徳 - 石田弦太郎
- 関羽雲長 - 青野武[注 2]

- 呂布 - 津嘉山正種

- 麗花（劉備の妻）[注 3] - 潘恵子
- 貂蝉 - 吉田理保子
- 玄徳の母 - 中西妙子

- 督郵 - 永井一郎
- 陳宮 - 家弓家正
- 董卓 - 滝口順平
- 張遼 - 中田浩二
- 羊仙 - 八奈見乗児
- 糜竺 - 野田圭一
- 張世平 - 坂口徹郎
- 王允 - 矢田耕司
- 王県令 - 岸野一彦
- 諸葛瑾 - 堀川亮
- 諸葛孔明（幼年時代） - 山中一希
- 諸葛孔明（少年時代） - 塩屋翼
- 諸葛均 - 工藤彰吾
- 陶謙 - 宮内幸平
- 袁紹 - 田中康郎
- 袁術 - 田中亮一
- 瑾の母 - 鈴木れい子
- 曹操の伯母 - 市田明子
- 典韋 - 銀河万丈
- 公孫瓚 - 戸谷公次
- 郭嘉 - 佐藤正治
- 荀彧 - キートン・山田
- 夏侯惇 - 郷里大輔
- 徐庶 - 佐藤浩之
- 呂伯奢 - 出口博文
- 蘇双 - 小沢省二
- 張邈 - 安西一義
- 曹豹 - 麻生龍
- 女房 - 上村典子
- 娘 - 青羽美代子
- 捕手 - 掛川裕彦
- 仲間A - 福島久徳
- 若者 - 里内信夫

- ナレーター - 金内吉男

### 第二部
- 曹操孟徳 - 渡哲也

- 劉備玄徳 - あおい輝彦

- 張飛翼徳 - 石田太郎
- 関羽雲長 - 青野武[注 2]

- 諸葛孔明 - 山口崇[注 4]

- 魯粛 - 家弓家正
- 孫権 - 柴田秀勝
- 周瑜 - 屋良有作
- 趙雲 - 堀秀行
- 麗花（劉備の妻）[注 3] - 潘恵子
- 秀蘭 - 杉山佳寿子
- 玄徳の母 - 中西妙子

- 張遼 - 中田浩二
- 劉表 - 八奈見乗児
- 糜竺 - 野田圭一
- 董承 - 宮内幸平
- 司馬徽 - 槐柳二
- 黄蓋 - 矢田耕司
- 袁紹 - 田中康郎
- 龐統 - 兼本新吾
- 諸葛均 - 塩屋翼
- 諸葛瑾 - 池水通洋
- 徐庶 - 田中亮一
- 荀彧 - キートン山田
- 劉琮 - 堀川亮
- 郭嘉 - 佐藤正治
- 夏侯惇 - 郷里大輔
- 程昱 - 岸野一彦
- 顔良 - 戸谷公次
- 徐盛 - 田中和実
- 車冑 - 麻生龍
- 孔秀 - 掛川裕彦
- 蔡瑁 - 平野正人
- 丁奉 - 小林通孝
- 献帝 - 佐藤浩之
- 曹洪 - 真地勇志
- 牧童 - 里内信夫
- 蔣幹 - 出口博文
- 文官A - 小沢省二
- 子供唄声1 - 半谷きみえ
- 子供唄声2 - 鈴木砂織
- 子供唄声3 - 久川綾

- ナレーター - 金内吉男

### 完結編
- 曹操孟徳 - 渡瀬恒彦

- 劉備玄徳 - あおい輝彦

- 関羽雲長 - 青野武[注 2]
- 張飛翼徳 - 石田太郎

- 諸葛孔明 - 山口崇[注 4]

- 鳳姫（関羽の娘、関銀屏） - 鶴ひろみ
- 司馬懿仲達 - 大塚周夫
- 陸遜 - 池水通洋
- 馬謖 - 田中秀幸
- 馬良 - 田中康郎
- 馬超 - 橋本晃一

- 魯粛 - 家弓家正
- 周倉 - 神山卓三
- 呂蒙 - 阪脩
- 張昭 - 石原良
- 張遼 - 中田浩二
- 孫権 - 柴田秀勝
- 趙雲 - 堀秀行
- 龐統 - 出口博文[注 5]
- 小猿 - 杉山佳寿子
- 魏延 - 堀之紀
- 関平 - 田中和実
- 劉璋 - 岸野一彦
- 王累 - あずさ欣平
- 張任 - 銀河万丈
- 冷苞 - 佐藤正治
- 黄忠 - 矢田耕司
- 左慈 - 野本礼三
- 夏侯惇 - 郷里大輔
- 張松 - 北川米彦
- 華佗 - 八奈見乗児
- 司馬昭 - 掛川裕彦
- 張苞 - 真地勇志
- 劉禅 - 小林通孝
- 韓当 - 川津泰彦
- 周泰 - 小林俊夫
- 朱然 - 江川央生
- 丁奉 - 増田有宏
- 王平 - 平野正人
- 難民女 - 萩森侚子
- 少年 - 金丸日向子

- ナレーター - 石原良

## 主題歌
- エンディングテーマ「風姿花伝」

作詞・作曲：谷村新司／編曲：服部克久／歌手：谷村新司
各部ともオープニングテーマは無く、すべてエンドロールで使用。第三部挿入歌として関羽処刑直後の回想シーンでも使用。
- 第三部挿入歌「星落秋風五丈原」[注 6]

作詞：土井晩翠／作曲・編曲：不明／歌手：未公開
提供：聖教新聞社
第三部終盤の五丈原の戦いで諸葛孔明陣没時のシーンで使用。